# Kathedrale von Cardiff

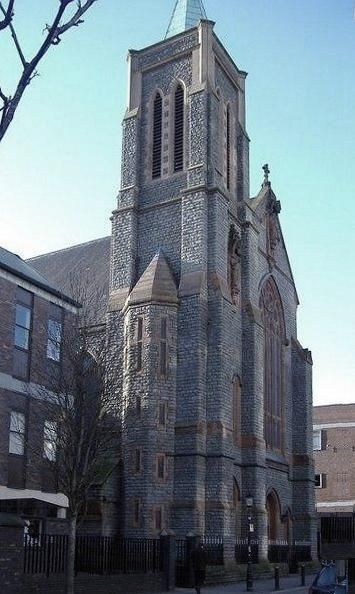
St.-Davids-Kathedrale

Die Kathedrale von Cardiff (Metropolitan Cathedral Church of St David) in der walisischen Hauptstadt Cardiff ist die Bischofskirche des römisch-katholischen Erzbistums Cardiff-Menevia und die katholische Metropolitankathedrale von Wales. Das nach David von Menevia, dem Schutzheiligen von Wales, benannte neugotische Gotteshaus wurde 1884–1887 nach Plänen von Edward und Peter Paul Pugin als Pfarrkirche erbaut und 1920 zur Kathedrale des neu gegründeten Erzbistums Cardiff erhoben.

## Geschichte
Nach Jahrhunderten staatlicher Repression konnte sich zu Beginn des 19. Jahrhunderts in Cardiff wieder eine katholische Gemeinde etablieren. Ihre erste Kirche an der David Street war 1842 vollendet. Der rasche Mitgliederzuwachs machte gegen Ende des 19. Jahrhunderts den Bau einer zweiten, größeren Kirche in der Charles Street erforderlich, der heutigen Kathedrale. Am 3. März 1941 wurde St. David bei einem deutschen Luftangriff schwer beschädigt. Erst 1959 konnte sie nach langjährigen Wiederaufbauarbeiten wieder eröffnet werden.

## Architektur und Ausstattung
Die Kathedrale, eine gewestete Saalkirche mit offenem hölzernem Dachstuhl und einem kurzen eingezogenen, flach schließenden Chor, ist in den strengen Formen der frühen englischen Gotik gehalten. Den Jochen des Langhauses sind seitlich Kapellen mit Bogenöffnungen angefügt. Die Portalfassade flankiert südlich ein hoher quadratischer Glockenturm. 
Die originale Ausstattung ist nur teilweise erhalten. Sie wurde nach der Kriegszerstörung sowie nach dem Zweiten Vatikanischen Konzil durch zeitgenössische Stücke ergänzt.

### Orgel
Die Orgel wurde 1959 von dem Orgelbauer John Compton erbaut. Das Instrument hat 48 Register auf drei Manualen und Pedal.
| I Choir Organ C–g3 |       |
| Contra Dulciana    | 16′   |
| 2nd Diapason       | 8′    |
| Stopped Diapason   | 8′    |
| Dulciana           | 8′    |
| Vox Angelica       | 8′    |
| Stopped Flute      | 4′    |
| Dulcet             | 4′    |
| Dulcet 12th        | 2 ⁄3′ |
| Flautina           | 2′    |
| Dulcet 15th        | 2′    |
| Acuta III          |       |
| Krumhorn           | 8′    |
| Contra Tromba      | 16′   |
| Tromba             | 8′    |
| Tremulant          |       |

| II Great Organ C–g3 |       |
| Sub Diapason        | 16′   |
| 1st Diapason        | 8′    |
| 2nd Diapason        | 8′    |
| Stopped Diapason    | 8′    |
| Dulciana            | 8′    |
| Octave              | 4′    |
| Stopped Flute       | 4′    |
| Twelfth             | 2 ⁄3′ |
| Fifteenth           | 2′    |
| Mixture II          |       |
| Tromba              | 8′    |
| Octave Tromba       | 4′    |

| III Swell Organ C–g3 |       |
| Contra Viola         | 16′   |
| Harmonic Flute       | 8′    |
| Viola                | 8′    |
| Harmonic Flute       | 4′    |
| Viola                | 4′    |
| Nazard               | 2 ⁄3′ |
| Piccolo              | 2′    |
| Cymbale III          |       |
| Contra Hautboy       | 16′   |
| Trumpet              | 8′    |
| Hautboy              | 8′    |
| Clarion              | 4′    |
| Tremulant            |       |

| Pedal Organ C–f1 |     |
| Subbass          | 32′ |
| Contra Bass      | 16′ |
| Sub Bass         | 16′ |
| Echo Bass        | 16′ |
| Octave           | 8′  |
| Flute            | 8′  |
| Flute            | 4′  |
| Trombone         | 16′ |
| Hautboy          | 16′ |
| Tromba           | 8′  |